# Władimir Gonczarow
Władimir Maksimowicz Gonczarow (ros. Владимир Максимович Гончаров, ukr. Володи́мир Макси́мович Гончаро́в; ur. 9 lutego 1940 w Kijowie) – radziecki i ukraiński reżyser filmów rysunkowych oraz animator. Zasłużony Działacz Sztuk Ukrainy (2010).

## Życiorys
Ukończył Kijowską Szkołę Artystyczną w 1957 roku oraz wydział reżyserii Kijowskiego Państwowego Instytutu Sztuki Teatralnej im. I. Karpenko-Karego w 1975 roku. Od 1959 roku animator, później reżyser w studiu "Kijewnauczfilm". Twórca animacji rysunkowej.

## Wybrana filmografia

### Animator
- 1965: Baśń o carewiczu i trzech doktorach
- 1966: Dlaczego kogut ma krótkie spodenki
- 1966: Niepokoje kogucika

### Reżyser
- 1985: Słoneczko i śnieżni ludkowie